# Oshakati
Oshakati est une ville située dans la région Oshana, en Namibie. Il s'agit de la capitale de la région d'Oshana, d'un important centre économique (du fait de sa position stratégique dans la région la plus densément peuplée du pays et de sa proximité avec l'Angola), et de l'une des plus grandes villes de Namibie. En 2023, sa population était de 58 656 habitants, ce qui en fait la cinquième ville de Namibie en population (derrière Windhoek , Walvis Bay, Rundu et Swakopmund),.

## Toponymie
En Oshivambo, la langue des Ovambos, peuple bantou majoritaire dans la région et principal groupe ethnique en Namibie, le nom de la ville signifie "ce qui est au milieu" (en référence à la situation géographique centrale).  

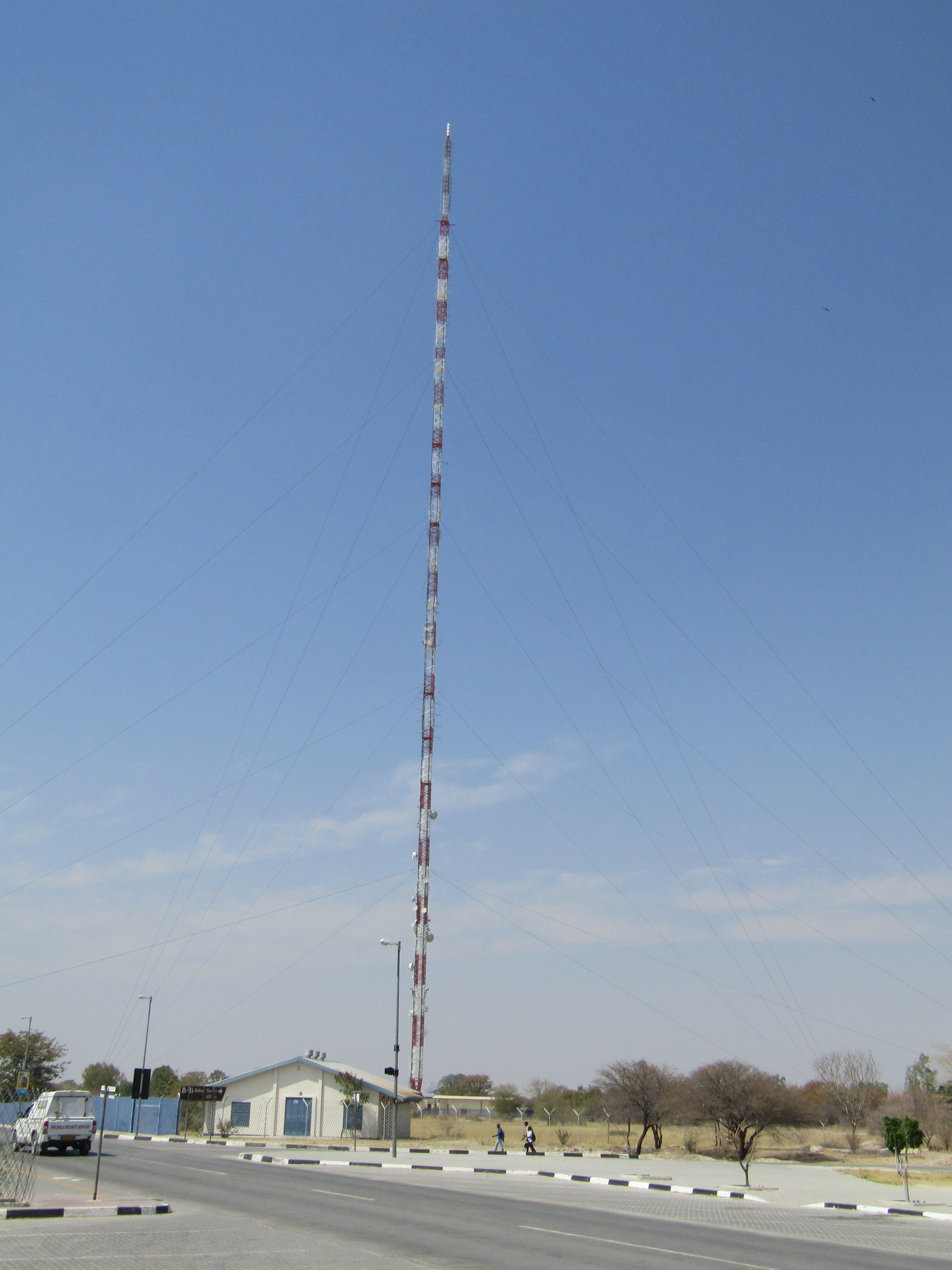
L'antenne de télécommunication au centre ville d'Oshakati.

Toutefois, d'autres théorie établissent un lien avec la grande antenne de télécommunication de 275 mètres de haut qui se dresse en son centre.   

## Histoire
Oshakati a été fondée en juillet 1966, dans ce qui allait devenir l'Ovamboland, et a obtenu le statut de "town" en 1992. Elle fut utilisée comme base d'opération par la South African Defence Force (SADF) durant la guerre de la frontière sud-africaine.   
Le 19 février 1988, un attentat à la bombe à la Oshakati Barclays Bank, un jour de paye pour les employés, tua 27 personnes et en blessa de nombreuses autres ,.   

## Géographie
Oshakati est localisée dans le bassin Cuvelai-Etosha (Cuvelai-Etosha Basin), et traversée par la rivière Okatana (qui va se jeter dans le pan d'Etosha). Cette localisation, conjuguée à la présence de nombreux quartiers informels établis en zones inondables, la rend très vulnérable aux inondations, qui peuvent s'avérer destructrices pendant la saison des pluies,. Pour faire face à ce risque, le Oshakati Master Plan Project prévoit de construire une digue de 23 kilomètres autour de la ville pour contenir la rivière, et de reloger les habitants des zones à risque.

## Démographie
| 2001   | 2011   | 2023   |
| ------ | ------ | ------ |
| 28 255 | 36 541 | 58 656 |

## Économie et infrastructures

### Économie
Oshakati est un centre économique important, avec trois centres commerciaux, et de nombreux commerces. 

### Transports
Oshakati se situe non loin de la route principale B1, qui relie la capitale Windhoek à la frontière Angolaise, et est traversée par la route C46, qui relie Ondangwa à Ruacana. Une gare est en cours de construction, et qui permettra de relier Oshakati à Ondangwa et au reste du réseau national.    

### Autres infrastructures
Oshakati accueille un campus de l'UNAM. Elle dispose également d'un marché très récent : le  Dr. Frans Aupa Indongo Open Market.    

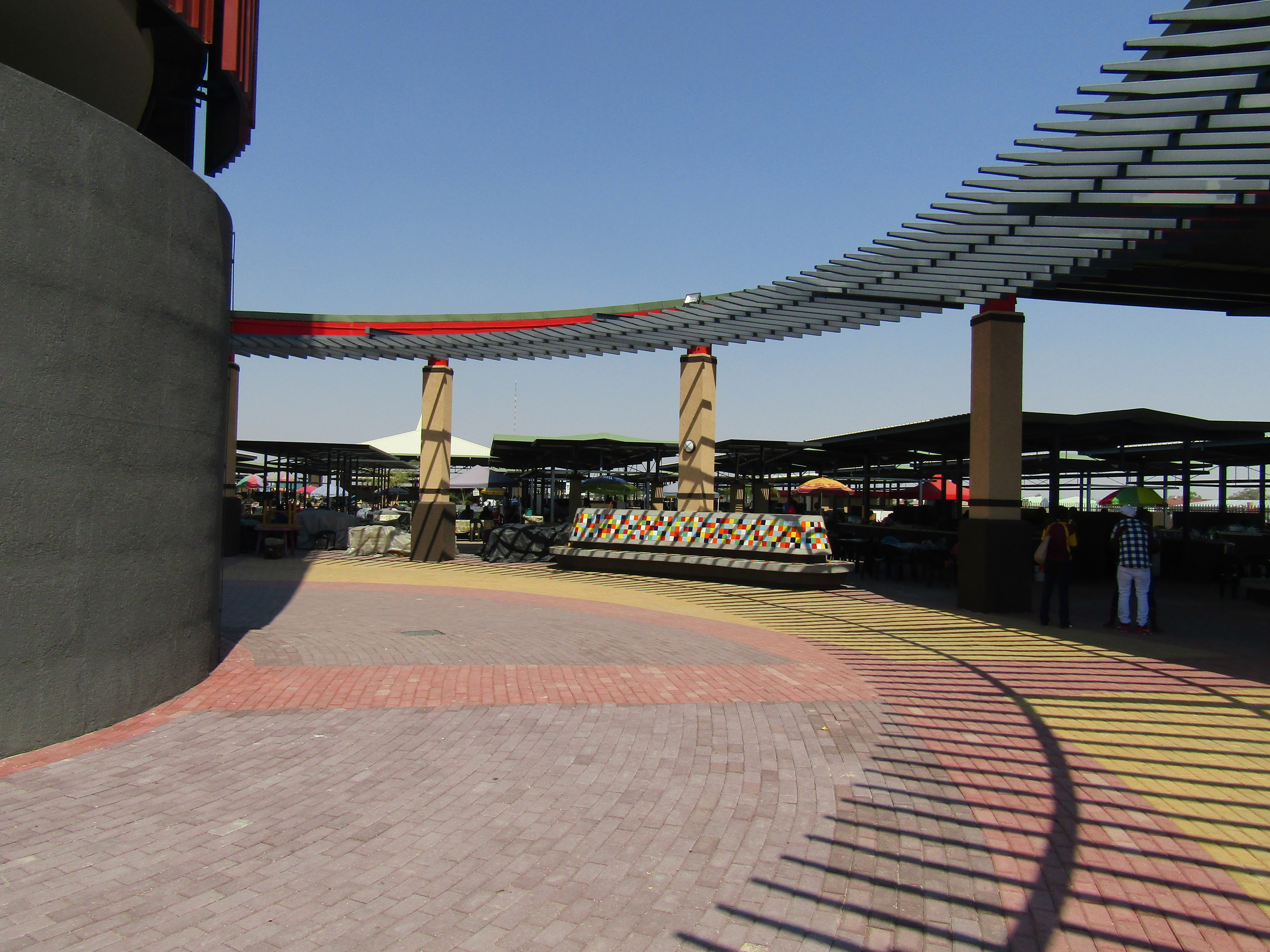
Le nouveau Dr. Frans Aupa Indongo Open Market :aperçu général
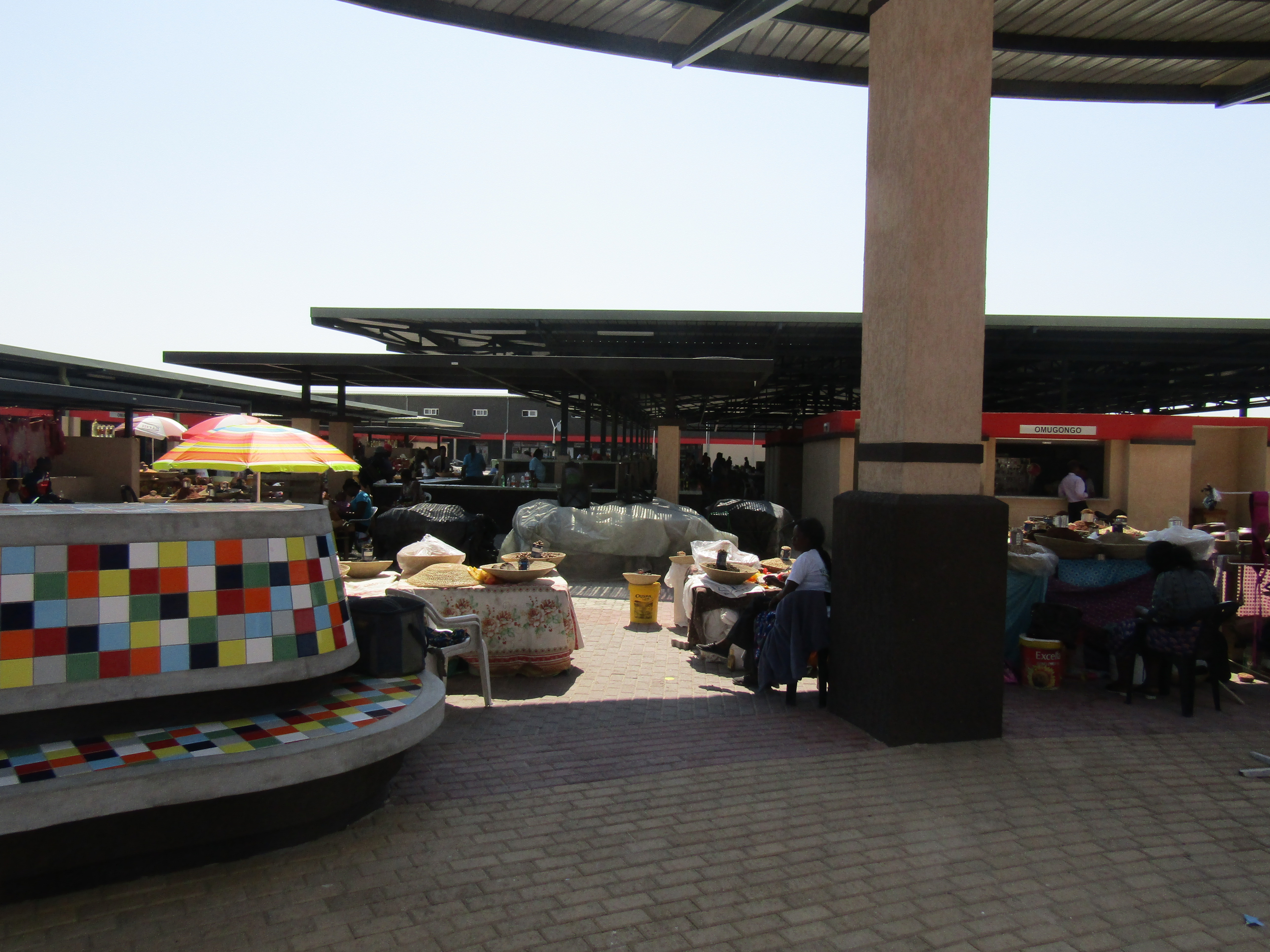
Le nouveau marché
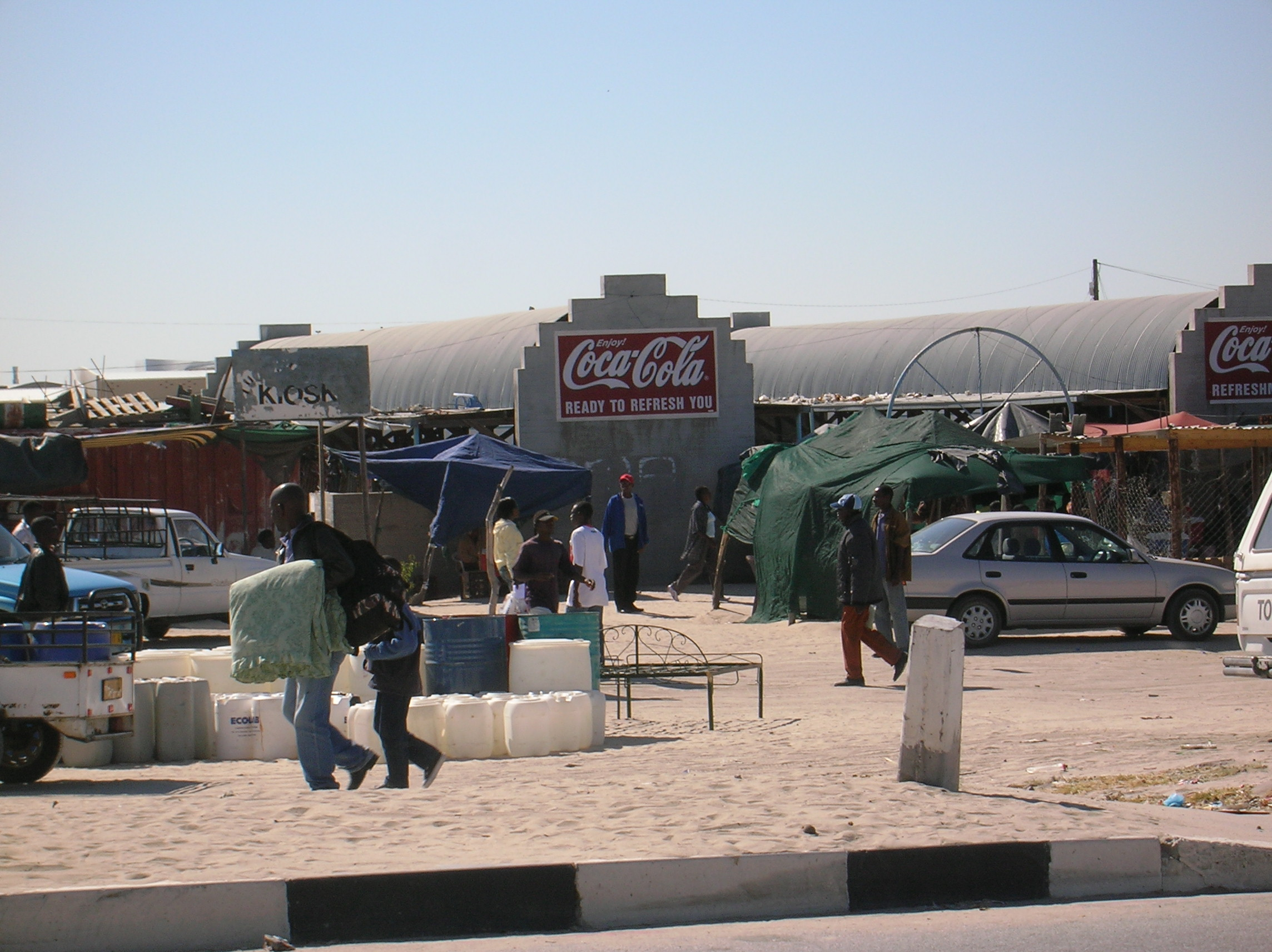
Commerces sur l'avenue principale
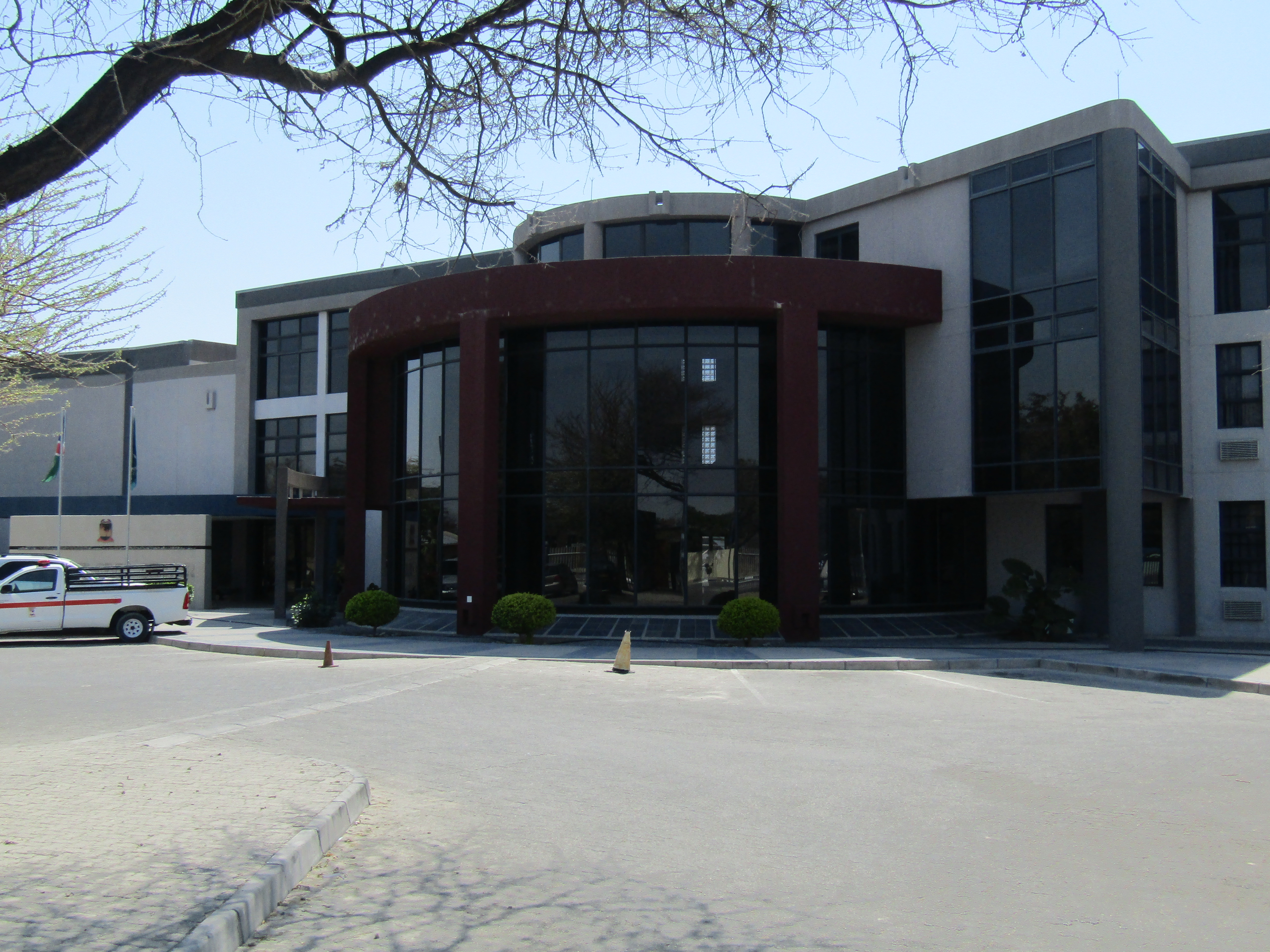
Le bâtiment hébergeant le Town Council